# Darren Chen
Chen Guan Hong (Chino: 陈官鴻, Pinyin: Chen Guān Hóng. n. 15 de enero de 1995), también conocido como Darren Chen, es un actor taiwanés  conocido por haber interpretado a Huaze Lei en la serie Meteor Garden.

## Carrera
Es miembro de la compañía discográfica "Sony Music". 
En 2016 se unió al elenco principal de la serie Proud of Love donde dio vida a Lin Yutang, el amigo de la infancia de Shenxi (Vivian Sung) hasta el 2017.
En noviembre de 2017 apareció en una sesión fotográfica para "Harper's Bazaar China" junto a Dylan Wang, Caesar Wu y Connor Leong.
En enero de 2018 apareció en una sesión fotográfica para "Elle China" junto a Shen Yue, Dylan Wang, Caesar Wu y Connor Leong.
El 26 de mayo del mismo año apareció por primera vez como invitado en el programa de concursos Happy Camp junto a Zhang He, Dylan Wang, Caesar Wu, Liang Jingkang, Cao Yunjin, Liu Wei y Chai Zhiping.
El 9 de julio del mismo año obtuvo su primer papel importante en la televisión cuando se unió al elenco principal de la serie china Meteor Garden (流星花园) donde interpretó a Huaze Lei , un joven adinerado que en el exterior parece frío, tranquilo e indiferente pero que en realidad se preocupa por las personas que quiere, hasta el final de la serie el 29 de agosto del mismo año. La serie fue un remake de la serie taiwanesa con el mismo nombre "Meteor Garden".
El 1 de abril del 2020 se unió al elenco de la serie The Sleuth of Ming Dynasty (también conocida como "The Story of Ming Dynasty") donde dio vida a Sui Chuan, hasta el final de la serie el 24 de abril del mismo año.
Ese mismo año se unirá al elenco principal de la serie Ice Hockey Girl (también conocida como "My Unicorn Girl").

## Filmografía

### Series de televisión
| Año             | Título                         | Personaje  | Notas          |
| --------------- | ------------------------------ | ---------- | -------------- |
| 2020 - presente | Yu Zhao Ling                   | Zhan Hong  | [ 15 ]         |
| 2020 - presente | Ice Hockey Girl (盔甲上的少女) | Wen Bing   | "24" episodios |
| 2020            | The Sleuth of Ming Dynasty     | Tang Fan   | 48 episodios   |
| 2018            | Meteor Garden                  | Huaze Lei  | 49 episodios   |
| 2016 - 2017     | Proud of Love                  | Lin Yutang | 38 episodios   |

### Películas
| Año  | Título  | Personaje | Notas                                |
| ---- | ------- | --------- | ------------------------------------ |
| 2019 | XX Love | Huang Ke  | junto a Guan Xiaotong y Huang Jingyu |

### Programa de televisión
| Año  | Programa           | Notas                               |
| ---- | ------------------ | ----------------------------------- |
| 2019 | Keep Running       | invitado                            |
| 2019 | Ace vs Ace         | invitado                            |
| 2018 | Day Day Up         | invitado                            |
| 2018 | Heart Signal China | 10 episodios - miembro              |
| 2018 | PhantaCity         | (Ep. 5) - invitado                  |
| 2018 | Happy Camp         | 3 episodios - (Ep. 1044) - invitado |

### Revistas / sesiones fotográficas
| Año  | Título                            | Notas                                                  |
| ---- | --------------------------------- | ------------------------------------------------------ |
| 2019 | Men's Uno Young!                  | (publicación de diciembre)                             |
| 2019 | Icon Magazine                     | junto a Dylan Wang, Shen Yue y Caesar Wu               |
| 2019 | The Icon                          |                                                        |
| 2019 | Dior 2019 Winter Men’s Collection |                                                        |
| 2019 | NEArt                             | junto a Dylan Wang, Shen Yue, Caesar Wu y Connor Leong |
| 2019 | Rayli Mini Book                   |                                                        |
| 2019 | Young Chic Boys                   |                                                        |
| 2019 | Stream Magazine Vol. 50           |                                                        |
| 2019 | Our Street Style                  |                                                        |

### Eventos
| Año  | Actividad                          | Notas                                                                   |
| ---- | ---------------------------------- | ----------------------------------------------------------------------- |
| 2020 | Hunan TV New Year Concert 2021     | interpretó "Meteor Rain" - junto a Dylan Wang, Caesar Wu y Connor Leong |
| 2019 | Taokaenoi Brand Event              | junto a Dylan Wang, Caesar Wu y Connor Leong                            |
| 2018 | ICONSIAM’s Grand Opening Ceremony! | junto a Dylan Wang, Caesar Wu y Connor Leong                            |

## Discografía

### Singles
| Año  | Canción                                           | Álbum                  | Notas                                        |
| ---- | ------------------------------------------------- | ---------------------- | -------------------------------------------- |
| 2018 | "Create Memories" (创造回忆)                      | OST de "Meteor Garden" | junto a Dylan Wang, Caesar Wu y Connor Leong |
| 2018 | "Never Thought Of" (从来没想到)                   | OST de "Meteor Garden" | junto a Dylan Wang, Caesar Wu y Connor Leong |
| 2018 | "For You"                                         | OST de "Meteor Garden" | junto a Dylan Wang, Caesar Wu y Connor Leong |
| 2018 | "The Tenderness Behind The Flower" (花背后的温柔) | OST de "Meteor Garden" |                                              |